# Pietje Bell
Peter Bell e o Bando do Mão Negra (Pietje Bell, em neerlandês) é um filme germano-holandês realizado em 2002, baseado nos livros de Chris van Abkoude e dirigido por Maria Peters.
O filme recebeu um Gouden Film (75.000 espectadores) e um Platina Film (200.000 espectadores) em 2002.

## Elenco
- Quinten Schram...Peter Bell
- Frensch de Groot...Sarnento
- Serge Price...Kees
- Jordy Mul...Engeltje
- Sjoerd Metz...Peentje
- Nicky Burgers...Jaap
- Felix Strategier...Papai Bell
- Angela Groothuizen...Mamãe Bell
- Arjan Ederveen...Droguista Geelman
- Stijn Westenend...Jozef Geelman
- Katja Herbers...Martha Bell
- Rick Engelkes...Paul Velinga
- Marjan Luif...Tia Cato
- Willem Nijholt...Stark
- Roef Ragas...Jan Lampe
- Jack Wouterse...Klok
- René van 't Hof...Teun